# Gabit Musirepov

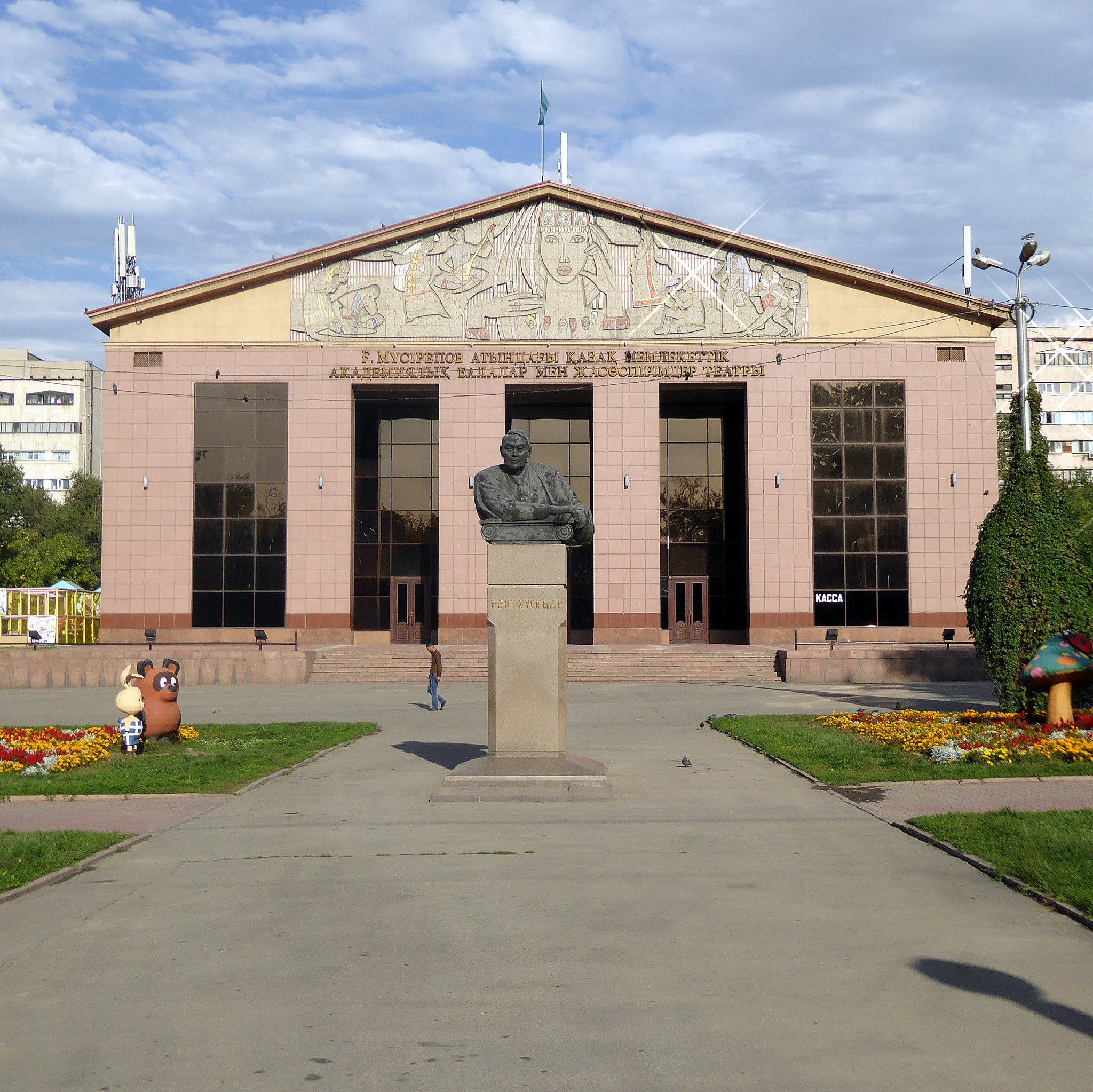
Monument à Musirepov devant le théâtre pour la jeunesse d'Almaty.

Gabit Majmutuli Musirepov (kazakh : Ғабит Махмұтұлы Мүсірепов, russe : Габи́т Махму́тович Мусре́пов), né le 22 mars 1902 dans l'oblast d'Akmolinsk et décédé le 31 décembre 1985 à Alma-Ata, est un écrivain et homme politique Kazakh. Membre du PCUS. Son nom est donné au théâtre pour la jeunesse d'Almaty en 1992.

## Biographie
Gabit Musirepov naît en 1902 dans un aoul de l'oblast d'Akmolinsk où il commence son parcours scolaire. En 1916-1921, il poursuit ses études secondaires dans une école où la langue d'enseignement est le russe. En 1923-1926, il fait ses études à l'université agricole nationale d'Omsk. Musirepov a commencé son œuvre littéraire en 1925. Sa première nouvelle Into the Deep (1928) concerne les événements de la guerre civile de 1918-1920. Pendant de nombreuses années, il a travaillé comme rédacteur en chef de divers journaux et magazines, fut secrétaire et premier secrétaire du conseil d'administration de l'Union des écrivains de la RSS kazakhe, membre du conseil d'administration de l'Union des écrivains soviétiques. Il fut membre du Comité central du Parti communiste de la RSS kazakhe et président du Conseil suprême de la RSS kazakhe, député du 5e Soviet suprême de l'Union soviétique (1958-1962).
Il était également membre de l'Académie nationale des sciences de la république du Kazakhstan (1958).

## Récompenses
- Héros du travail socialiste (1974)
- ordre de Lénine
- ordre de la révolution d'Octobre
- ordre du Drapeau rouge du Travail
- ordre de l'Amitié des peuples